# Yahia Boushaki
Yahia Boushaki (arabisch يحي بوسحاقي, kabylisch ⵖⴰⵀⵉⴰ Boⵓⵙⵀⴰⴽⵉ) ist ein Viertel, das 15 km vom Zentrum von Algier entfernt auf 200 Meter über dem Meeresspiegel liegt und ein Teil der Stadt Bab Ezzouar ist.

## Beschreibung
Yahia Boushaki, auch als Chinatown bekannt, ist ein Wohn-, Verwaltungs- und Geschäftsviertel der Stadt Algier.

## Geschichte
Der Bezirk wurde im Rahmen der Stadtentwicklung von Algier mit Dekret vom 8. November 1978 errichtet.

## Straßenbahn
|  | • |  | Tamaris                           | Mohammadia      |
|  | • |  | Cité Mokhtar Zerhouni             | Mohammadia      |
|  | • |  | Cité Rabia                        | Bab Ezzouar     |
|  | • |  | Université de Bab Ezzouar (USTHB) | Bab Ezzouar     |
|  | • |  | Cité 5 juillet                    | Bab Ezzouar     |
|  | • |  | Bab Ezzouar - Le Pont             | Bab Ezzouar     |
|  | • |  | Cité universitaire - CUB1         | Bab Ezzouar     |
|  | • |  | Cité 8 mai 1945                   | Bab Ezzouar     |
|  | • |  | Clair Matin                       | Bordj El Kiffan |